# 豊南駅 (咸鏡南道)
豊南駅（プンナムえき）は朝鮮民主主義人民共和国咸鏡南道金野郡に位置する朝鮮民主主義人民共和国鉄道省金野線の駅である。

## 隣の駅
金野線
金野駅 - 豊南駅